# Odakyū-Baureihe 3000 SE

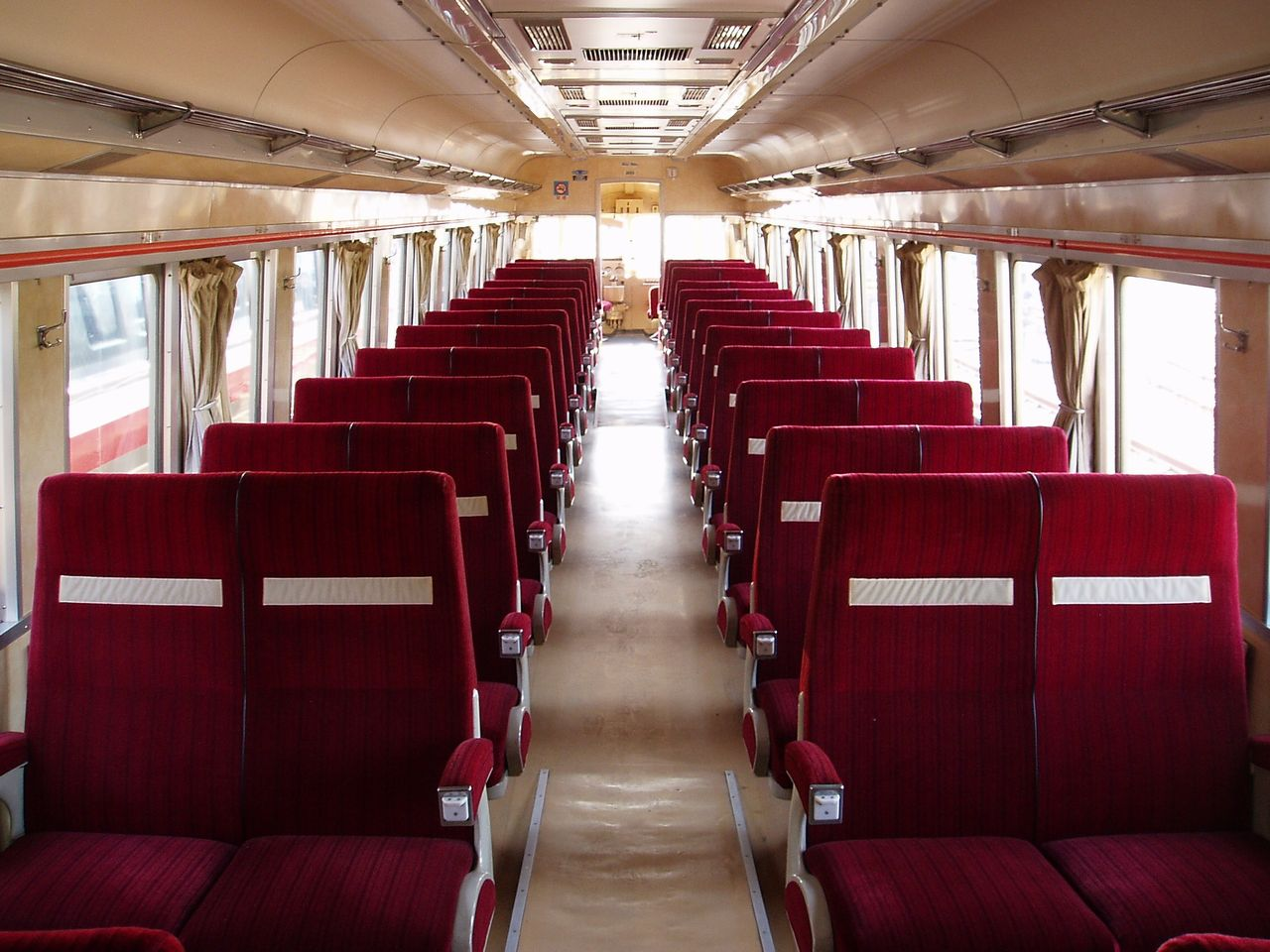
Innenraum

Die Odakyū-Baureihe 3000 (japanisch 小田急3000形電車, Odakyū 3000-gata densha) war ein Romancecar-Schnelltriebzug des privaten japanischen Eisenbahnverkehrsunternehmen Odakyū Dentetsu, der von 1957 bis 1991 im Einsatz war. Er wurde für den Tourismusverkehr im Großraum Tokio eingesetzt, wo er vom Bahnhof Shinjuku über die Odawara-Linie zu touristischen Zielen im südwestlichen Hinterland verkehrte.

## Geschichte
Mit zunehmenden Wohlstand in der japanischen Gesellschaft im Zuge des Wirtschaftswachstums in der Nachkriegszeit wuchs der Bedarf an Binnentourismus. Odakyū Dentetsu entschied sich daher für die Entwicklung eines elektrischen Triebzugs, der speziell für den Einsatz im Tourismusverkehr konzipiert sein sollte. Die Entwicklung erfolgte in Zusammenarbeit mit dem staatlichen Railway Technical Research Institute (RTRI). Für die staatliche japanische Eisenbahngesellschaft JNR und ihr Forschungsinstitut RTRI ergab diese Kooperation durchaus einen Sinn, denn zu dieser Zeit wurde innerhalb der JNR noch intensiv darüber diskutiert, ob die Zukunft des geplanten japanischen Hochgeschwindigkeitsnetzes Shinkansen mit Triebzügen oder mit lokbespannten Zügen betrieben werden sollte. Da sich Odakyū Dentetsu für einen Triebzug entschieden hatte, konnten JNR und RTRI an den Erkenntnissen teilhaben und bevorzugten ihrerseits Triebzüge.
Bei einer Testfahrt auf der Tōkaidō-Hauptlinie im Jahr 1957 konnte die Odakyū-Baureihe 3000 mit 145 km/h einen neuen Weltrekord für Züge auf Kapspur erzielen. Dieser neue Weltrekord stellte einen wesentlichen Auslöser dafür dar, dass die Hochgeschwindigkeitstriebzüge der Shinkansen-Baureihe 0 entwickelt wurden.

## Einsatz
Die Fahrzeuge der Odakyū-Baureihe 3000 SE kamen ab 1957 als erste Romancecar-Züge zwischen Tokio-Shinjuku und Hakone als 8-Wagen-Einheit zum Einsatz. Das „SE“ stand dabei für „Super Express“.
Ab 1968 wurden die Züge neu zusammengestellt und mehrere neue Steuerwagen beschafft, um sie fortan als 5-Wagen-Einheiten betreiben zu können. Damit änderte sich der Zusatz von „SE“ auf „SSE“, was für „Short Super Express“ stand. In dieser Formation blieben die Fahrzeuge bis 1991 im Einsatz.

## Technik
Die Odakyū-Baureihe 3000 war ein durchgängiger Gliederzug in Leichtbauweise. Sie hatten einen sehr niedrigen Schwerpunkt und eine besonders aerodynamische äußere Gestaltung. Beides sollte zu einer möglichst hohen Durchschnittsgeschwindigkeit beitragen. Aufgrund der sehr kurvenreichen Strecke konnten die Züge allerdings im Regelbetrieb nie ihre technisch mögliche Höchstgeschwindigkeit erreichen.
Die Triebzüge befanden sich auf dem neuesten Stand der Technik und gewannen 1958 den ersten Blue Ribbon Award für ihr Design.